# Lucciana
Lucciana je naselje in občina v francoskem departmaju Haute-Corse regije - otoka Korzika. Leta 2007 je naselje imelo 4.010 prebivalcev.

## Geografija
Kraj leži v severovzhodnem delu otoka Korzike 20 km južno od središča Bastie.
Na ozemlju občine se nahaja francosko mednarodno letališče Bastia-Poretta.

## Uprava
Občina Lucciana skupaj s sosednjimi občinami Biguglia, Borgo in Vignale sestavlja kanton Borgo s sedežem v istoimenskem kraju. Kanton je sestavni del okrožja Bastia.

## Zanimivosti
- rimsko nahajališče Mariana ob Tirenskem morju, kolonija ustanovljena leta 93 pred našim štetjem pod rimskim vojskovodjem Marijem, kasneje škofija (V. stoletje) pod oblastjo Svetega sedeža, od 1092 pod Piso, 1130 Genovo, od 1570 del škofije Bastia,
  - romanska katedrala Marijinega vnebovzetja, imenovana la Canonica, zgrajena v 11. stoletju,
- del naravnega rezervata l'Étang de Biguglia.

## Pobratena mesta
- Monaco-Ville (Monako);